# Hendrik VIII van Engeland
Hendrik VIII (Engels: Henry VIII) (Greenwich, 28 juni 1491 – Westminster bij Londen, 28 januari 1547) was van 1509 tot 1547 koning van Engeland, heer van Ierland en later ook koning van Ierland. Hij stamde uit het Huis Tudor en was een zoon van Hendrik VII en Elizabeth van York.
Hendrik VIII staat bekend als het stereotype van de zelfbewuste renaissance-vorst. Hij was intelligent en geïnteresseerd in kunst en wetenschap. Hij werd echter ook beschouwd als liefdeloos, egoïstisch en wreed. Tegenstrevers, echtgenotes of dienaren die hem niet aan stonden, ruimde hij meedogenloos uit de weg. Hendrik was berucht vanwege zijn huwelijksperikelen; hij heeft zes echtgenotes gehad, van wie hij er twee liet onthoofden.
Tijdens zijn bewind werden Engeland en Wales wettelijk verenigd in één koninkrijk, meer dan twee eeuwen na de verovering van Wales door Engeland. Een nog belangrijker ontwikkeling was de afscheiding van de Anglicaanse Kerk van de Kerk van Rome, vanwege een conflict met de paus over de ontbinding van zijn eerste huwelijk. Hiermee werkte hij onbedoeld de protestantse Reformatie in de hand. Hij liet zich in 1511 door paus Julius II betrekken in de Oorlog van de Liga van Kamerijk tegen Frankrijk, waarbij hij in de rug werd aangevallen door Frankrijks bondgenoot Schotland. Hij en vooral zijn echtgenote Catharina van Aragon - die de in Frankrijk vechtende Hendrik "waarnam" - wisten Schotland in 1513 echter een zware nederlaag toe te brengen in de Slag bij Flodden Field. In Frankrijk boekte hij enkele militaire successen, zoals in de Slag bij Guinegate. In 1516 stichtte Hendrik VIII de Britse postdienst Royal Mail en benoemde hij Brian Tuke als Master of the Posts (postmeester).

## Prins van Wales
Hendrik werd geboren in het Palace of Placentia in Greenwich en groeide op in het vlak daarbij gelegen Eltham Palace. Hij was de tweede zoon van Hendrik VII en Elizabeth van York en was aanvankelijk voorbestemd voor een carrière binnen de Kerk. Zijn oudere broer Arthur stierf echter in 1502 en werd als Prins van Wales (dat wil zeggen kroonprins) opgevolgd door Hendrik. Omdat zijn vader graag het verbond met Spanje opnieuw bekrachtigd wilde zien, trouwde Hendrik in 1509, kort na de dood van zijn vader en vlak voor zijn kroning, met de weduwe van zijn broer, Catharina van Aragon. Hendrik was op dat moment 17 jaar oud.

## Buitenlands beleid
Hendrik wilde Engeland tot een sterke mogendheid maken die een vooraanstaande rol kon spelen in de Europese politiek. Door zich in verschillende oorlogen te storten, putte hij de schatkist geheel uit. Ook zijn grootse hofhouding en zijn prachtige toernooien hebben Engeland veel geld gekost. Hendriks buitenlandse beleid was niet succesvol. In de Europese strijd tussen Habsburg en Frankrijk of tussen Reformatie en Rome speelde Engeland nauwelijks een rol van betekenis.
In latere jaren ging hij behendiger te werk en zocht nieuwe wegen om zijn macht te versterken. Hij verhoogde de belastingen, zocht samenwerking met het Lagerhuis en verwijderde zich van de Rooms-Katholieke Kerk.
De meerderheid van de bevolking steunde hem echter, omdat zij er niet slechter van werd. De belastingverhogingen werden gecompenseerd door een grotere economische activiteit en de enorme inflatie werd gecompenseerd door een grote toename van de buitenlandse vraag naar Engelse goederen.
In 1542 werd Ierland onderworpen en begon Hendrik een oorlog met Schotland (overwinning bij Solway Moss).

## Afscheiding van de Kerk van Engeland
Een belangrijke gebeurtenis in zijn regeringsperiode was de afscheiding van de Kerk van Engeland (Church of England, Anglicaanse Kerk) van Rome in 1534, waarbij Thomas Cromwell en Thomas Cranmer (aartsbisschop van Canterbury) een voorname rol speelden. Ook hier waren persoonlijke motieven in het spel. Hendrik was in leerstellig opzicht tegen de protestantse Reformatie. Voor een publicatie van zijn hand waarin Maarten Luther bestreden werd, had hij van paus Leo X de titel Fidei Defensor (Verdediger van het Geloof) gekregen.
Toen zijn eerste vrouw, Catharina van Aragon, hem geen zoon bleek te kunnen schenken - zij had zes kinderen gebaard van wie er slechts één, Mary Tudor, in leven gebleven was - zag hij dat als een ernstig probleem; alleen voortzetting van de Tudordynastie door een mannelijke troonopvolger kon volgens hem het land behoeden voor een nieuwe burgeroorlog, zoals de Rozenoorlogen. Hij vroeg om nietigverklaring van zijn huwelijk met Catharina aan paus Clemens VII, die op dat moment de gevangene was van keizer Karel V. Karel V was een neef van Catharina van Aragon, en Catharina's dochter Maria was dus zijn nicht. Hendriks mogelijke scheiding zou voor Karel V betekenen dat zijn tante (Catharina) een overspelige werd en zijn nicht (Maria) een bastaardkind. Om deze reden verzette Karel V zich tegen het tenietverklaren van Hendriks huwelijk. Clemens VII had als gevangene van Karel V dus weinig keuze, en weigerde dus akkoord te gaan met het ontbinden van Hendriks huwelijk.
Daarop brak Hendrik definitief met Rome, wat werd vastgelegd in de Act of Supremacy van 1534. Hendriks Lord Chancellor Thomas More, die ook een vooraanstaand humanistisch geleerde en vriend van Erasmus was, verzette zich hardnekkig, zowel tegen de scheiding van Catharina van Aragon als tegen de breuk met Rome. Hierdoor liet Hendrik zich echter niet van zijn plannen afbrengen. Thomas More kwam ten val, werd berecht wegens hoogverraad en in 1535 terechtgesteld. Ook John Fisher, bisschop van Rochester, werd gearresteerd wegens zijn verzet tegen Hendrik; toen de paus Fisher vervolgens tot kardinaal verhief, eindigde ook hij in datzelfde jaar op het schavot.
Hendrik confisqueerde de goederen van de katholieke Kerk, kloosters en congregaties. De opbrengsten waren voor de Engelse Kroon en voor zijn naaste medewerkers. De afkeer die vele Engelsen hadden van Rome, speelde hem bij dit alles in de kaart. Er was wel wat verspreid rooms-katholiek verzet, maar de katholieken die zich erbij neerlegden, werden ongemoeid gelaten. De protestanten werden intussen wel hevig vervolgd. Later kwam er wat meer toenadering tot de protestanten.
De titel Fidei defensor werd door de paus teruggetrokken en Hendrik werd geëxcommuniceerd.
De titel werd echter door het Engelse parlement in 1544 weer (erfelijk) toegekend aan de kroonprins, zijn zevenjarige zoon Eduard VI. Tot op de dag van vandaag draagt het Engelse/Britse staatshoofd deze titel, niet zoals oorspronkelijk bedoeld als verdediger van het rooms-katholieke geloof maar van de Anglicaanse Kerk, waarvan hij/zij formeel het hoofd is.

## Zes echtgenotes
Hendrik VIII leeft vooral voort in de geschiedenis als de man met de vele vrouwen. Hij huwde zesmaal. Slechts drie kinderen bleven leven en elk van hen besteeg de Engelse troon.
- Catharina van Aragon, oorspronkelijk Catalina de Aragón, (gehuwd 11 juni 1509, gescheiden 1533)
  - Doodgeboren dochter: (31 januari 1510)
  - Zoon: Hendrik (1 januari 1511 – 22 februari 1511)
  - Zoon: Hendrik (oktober 1513 – zelfde dag overleden)
  - Zoon: (november 1514 - kort na geboorte overleden)
  - Dochter: de latere koningin Maria I van Engeland (18 februari 1516 – 17 november 1558), trouwde met Filips II van Spanje; koningin van 1553 tot 1558
  - Dochter: (10 november 1518 - kort na geboorte overleden)
- Anna Boleyn (gehuwd 25 januari 1533, onthoofd op 19 mei 1536)
  - Dochter: de latere koningin Elizabeth I van Engeland (7 september 1533 – 24 maart 1603), ongehuwd; koningin van 1558 tot 1603
- Jane Seymour (gehuwd 30 mei 1536, gestorven in het kraambed op 24 oktober 1537)
  - Zoon: de latere koning Eduard VI van Engeland (12 oktober 1537 – 6 juli 1553), ongehuwd; koning van 1547 tot 1553
- Anna van Kleef (gehuwd 6 januari 1540, hetzelfde jaar gescheiden)
- Catharina Howard (gehuwd 28 juli 1540, onthoofd op 13 februari 1542)
- Catharina Parr (gehuwd 12 juli 1543, zij overleefde hem en overleed op 5 september 1548).

Het lot van deze reeks vrouwen wordt soms in het volgende, licht ironische versje opgesomd:
Divorced, beheaded, died,
divorced, beheaded, survived.
(gescheiden, onthoofd, gestorven, gescheiden, onthoofd, overleefd).
Opvallend zijn de identieke voornamen. Jane is bovendien etymologisch verwant aan Anna, zodat met een beetje goede wil gezegd kan worden dat de zes echtgenotes maar twee voornamen hadden.
Er wordt gesuggereerd dat Hendrik VIII bij Maria Boleyn, zuster van Anna Boleyn, in 1524 een dochter, in 1526 een zoon Hendrik (die 70 jaar oud geworden is) en nog twee andere zonen verwekte, van wie de namen niet bekend zijn. Formeel staan deze kinderen echter op naam van haar wettige echtgenoot, William Carey. Hoewel algemeen wordt aangenomen dat Maria enige tijd de maîtresse van Hendrik VIII was, heeft hij nooit het vaderschap van haar kinderen erkend. Van hem is slechts één officieel toegegeven bastaardkind bekend: Henry FitzRoy, hertog van Richmond en Somerset (1519-1536), met Elizabeth ("Bessie") Blount als moeder. Uit diens huwelijk met Mary Howard kwam geen nageslacht voort.

## Latere jaren en dood
Op 24 januari 1536, Hendrik is dan 44, raakt hij in een ruitertoernooi ernstig gewond. Hij wordt uit het zadel gelicht, zijn gepantserd paard struikelt en valt boven op hem.
Hendrik is twee uur buiten bewustzijn en raakt ernstig verwond aan beide benen. De hofartsen vrezen voor zijn leven. De koning herstelt toch, maar volgens een onderzoek van History Channel uit 2009 is de kans reëel dat Hendrik bij dit ongeluk hersenschade heeft opgelopen, schade die zijn persoonlijkheid grondig zou beïnvloeden. Hendrik wordt depressief, gewelddadig en paranoïde.
Maar de koning heeft nog meer ernstige gezondheidsproblemen; sinds zijn ongeluk lijdt hij aan zware migraineaanvallen, hij heeft spataders en de wonden aan zijn benen raken geïnfecteerd en zullen nooit meer genezen. Deze wonden worden zo ernstig dat hij niet meer kan lopen. Hendrik lijdt aan malaria en ernstig overgewicht. Zo wordt aangenomen dat hij dertien keer per dag at en alles grondig doorspoelde met bier en wijn, tot wel zes liter per dag. Metingen van zijn harnassen wijzen uit dat, tussen zijn 20ste en zijn 50ste, zijn taille-omtrek toeneemt van 99 tot 135 cm. Bij zijn dood op 55-jarige leeftijd moet Hendrik ongeveer 178 kg gewogen hebben. Diabetes maakte dat hij ook bijna blind was.
Algemeen wordt aangenomen dat Hendrik stierf aan syfilis. Dit is echter nooit bewezen. Op 28 januari 1547 sterft koning Hendrik VIII op 55-jarige leeftijd, waarschijnlijk aan een hartaanval. Hij wordt in de Saint George Chapel van Windsor Castle begraven, naast zijn derde echtgenote Jane Seymour. Hij wordt opgevolgd door zijn zoon Eduard VI van Engeland, die op dat moment nog minderjarig is.
William Scrots was een tijdlang zijn hofschilder en ook van zijn opvolger Eduard.

## Kwartierstaat (voorouders)
| Owen Tudor (ca. 1400-1461)         | Owen Tudor (ca. 1400-1461)         | Owen Tudor (ca. 1400-1461)         | Owen Tudor (ca. 1400-1461)         | Owen Tudor (ca. 1400-1461)         | Owen Tudor (ca. 1400-1461)         | Catharina van Valois (1401-1437) | Catharina van Valois (1401-1437) | Catharina van Valois (1401-1437) | Catharina van Valois (1401-1437) | Catharina van Valois (1401-1437)     | Catharina van Valois (1401-1437)     |                                      |                                      | John Beaufort (1404-1444)            | John Beaufort (1404-1444)            | John Beaufort (1404-1444)            | John Beaufort (1404-1444)            | John Beaufort (1404-1444)            | John Beaufort (1404-1444)            | Margaret Beauchamp van Bletso (ca. 1410-voor 1482) | Margaret Beauchamp van Bletso (ca. 1410-voor 1482) | Margaret Beauchamp van Bletso (ca. 1410-voor 1482) | Margaret Beauchamp van Bletso (ca. 1410-voor 1482) | Margaret Beauchamp van Bletso (ca. 1410-voor 1482) | Margaret Beauchamp van Bletso (ca. 1410-voor 1482) |                                       |                                       | Richard van York (1412-1460)          | Richard van York (1412-1460)          | Richard van York (1412-1460) | Richard van York (1412-1460) | Richard van York (1412-1460)       | Richard van York (1412-1460)       | Cecily Neville (1415-1495)         | Cecily Neville (1415-1495)         | Cecily Neville (1415-1495)         | Cecily Neville (1415-1495)         | Cecily Neville (1415-1495)      | Cecily Neville (1415-1495)      |                                                     |                                                     | Richard Woodville (1405-1469)                       | Richard Woodville (1405-1469)                       | Richard Woodville (1405-1469)                       | Richard Woodville (1405-1469)                       | Richard Woodville (1405-1469)   | Richard Woodville (1405-1469)   | Jacoba van Luxemburg (1415-1472) | Jacoba van Luxemburg (1415-1472) | Jacoba van Luxemburg (1415-1472) | Jacoba van Luxemburg (1415-1472) | Jacoba van Luxemburg (1415-1472) | Jacoba van Luxemburg (1415-1472) |  |  |  |  |  |  |  |  |  |  |  |  |  |  |  |  |  |  |  |  |  |  |  |  |  |  |  |  |  |  |  |  |  |  |  |  |  |  |  |  |  |  |  |  |  |  |  |  |
| Owen Tudor (ca. 1400-1461)         | Owen Tudor (ca. 1400-1461)         | Owen Tudor (ca. 1400-1461)         | Owen Tudor (ca. 1400-1461)         | Owen Tudor (ca. 1400-1461)         | Owen Tudor (ca. 1400-1461)         | Catharina van Valois (1401-1437) | Catharina van Valois (1401-1437) | Catharina van Valois (1401-1437) | Catharina van Valois (1401-1437) | Catharina van Valois (1401-1437)     | Catharina van Valois (1401-1437)     |                                      |                                      | John Beaufort (1404-1444)            | John Beaufort (1404-1444)            | John Beaufort (1404-1444)            | John Beaufort (1404-1444)            | John Beaufort (1404-1444)            | John Beaufort (1404-1444)            | Margaret Beauchamp van Bletso (ca. 1410-voor 1482) | Margaret Beauchamp van Bletso (ca. 1410-voor 1482) | Margaret Beauchamp van Bletso (ca. 1410-voor 1482) | Margaret Beauchamp van Bletso (ca. 1410-voor 1482) | Margaret Beauchamp van Bletso (ca. 1410-voor 1482) | Margaret Beauchamp van Bletso (ca. 1410-voor 1482) |                                       |                                       | Richard van York (1412-1460)          | Richard van York (1412-1460)          | Richard van York (1412-1460) | Richard van York (1412-1460) | Richard van York (1412-1460)       | Richard van York (1412-1460)       | Cecily Neville (1415-1495)         | Cecily Neville (1415-1495)         | Cecily Neville (1415-1495)         | Cecily Neville (1415-1495)         | Cecily Neville (1415-1495)      | Cecily Neville (1415-1495)      |                                                     |                                                     | Richard Woodville (1405-1469)                       | Richard Woodville (1405-1469)                       | Richard Woodville (1405-1469)                       | Richard Woodville (1405-1469)                       | Richard Woodville (1405-1469)   | Richard Woodville (1405-1469)   | Jacoba van Luxemburg (1415-1472) | Jacoba van Luxemburg (1415-1472) | Jacoba van Luxemburg (1415-1472) | Jacoba van Luxemburg (1415-1472) | Jacoba van Luxemburg (1415-1472) | Jacoba van Luxemburg (1415-1472) |  |  |  |  |  |  |  |  |  |  |  |  |  |  |  |  |  |  |  |  |  |  |  |  |  |  |  |  |  |  |  |  |  |  |  |  |  |  |  |  |  |  |  |  |  |  |  |  |
|                                    |                                    |                                    |                                    |                                    |                                    |                                  |                                  |                                  |                                  |                                      |                                      |                                      |                                      |                                      |                                      |                                      |                                      |                                      |                                      |                                                    |                                                    |                                                    |                                                    |                                                    |                                                    |                                       |                                       |                                       |                                       |                              |                              |                                    |                                    |                                    |                                    |                                    |                                    |                                 |                                 |                                                     |                                                     |                                                     |                                                     |                                                     |                                                     |                                 |                                 |                                  |                                  |                                  |                                  |                                  |                                  |  |  |  |  |  |  |  |  |  |  |  |  |  |  |  |  |  |  |  |  |  |  |  |  |  |  |  |  |  |  |  |  |  |  |  |  |  |  |  |  |  |  |  |  |  |  |  |  |
|                                    |                                    |                                    |                                    | Edmund Tudor (1430-1456)           | Edmund Tudor (1430-1456)           | Edmund Tudor (1430-1456)         | Edmund Tudor (1430-1456)         | Edmund Tudor (1430-1456)         | Edmund Tudor (1430-1456)         |                                      |                                      |                                      |                                      |                                      |                                      | Margaret Beaufort (1443-1509)        | Margaret Beaufort (1443-1509)        | Margaret Beaufort (1443-1509)        | Margaret Beaufort (1443-1509)        | Margaret Beaufort (1443-1509)                      | Margaret Beaufort (1443-1509)                      |                                                    |                                                    |                                                    |                                                    |                                       |                                       |                                       |                                       |                              |                              | Eduard IV van Engeland (1442-1483) | Eduard IV van Engeland (1442-1483) | Eduard IV van Engeland (1442-1483) | Eduard IV van Engeland (1442-1483) | Eduard IV van Engeland (1442-1483) | Eduard IV van Engeland (1442-1483) |                                 |                                 |                                                     |                                                     |                                                     |                                                     | Elizabeth Woodville (1437-1492)                     | Elizabeth Woodville (1437-1492)                     | Elizabeth Woodville (1437-1492) | Elizabeth Woodville (1437-1492) | Elizabeth Woodville (1437-1492)  | Elizabeth Woodville (1437-1492)  |                                  |                                  |                                  |                                  |  |  |  |  |  |  |  |  |  |  |  |  |  |  |  |  |  |  |  |  |  |  |  |  |  |  |  |  |  |  |  |  |  |  |  |  |  |  |  |  |  |  |  |  |  |  |  |  |
|                                    |                                    |                                    |                                    | Edmund Tudor (1430-1456)           | Edmund Tudor (1430-1456)           | Edmund Tudor (1430-1456)         | Edmund Tudor (1430-1456)         | Edmund Tudor (1430-1456)         | Edmund Tudor (1430-1456)         |                                      |                                      |                                      |                                      |                                      |                                      | Margaret Beaufort (1443-1509)        | Margaret Beaufort (1443-1509)        | Margaret Beaufort (1443-1509)        | Margaret Beaufort (1443-1509)        | Margaret Beaufort (1443-1509)                      | Margaret Beaufort (1443-1509)                      |                                                    |                                                    |                                                    |                                                    |                                       |                                       |                                       |                                       |                              |                              | Eduard IV van Engeland (1442-1483) | Eduard IV van Engeland (1442-1483) | Eduard IV van Engeland (1442-1483) | Eduard IV van Engeland (1442-1483) | Eduard IV van Engeland (1442-1483) | Eduard IV van Engeland (1442-1483) |                                 |                                 |                                                     |                                                     |                                                     |                                                     | Elizabeth Woodville (1437-1492)                     | Elizabeth Woodville (1437-1492)                     | Elizabeth Woodville (1437-1492) | Elizabeth Woodville (1437-1492) | Elizabeth Woodville (1437-1492)  | Elizabeth Woodville (1437-1492)  |                                  |                                  |                                  |                                  |  |  |  |  |  |  |  |  |  |  |  |  |  |  |  |  |  |  |  |  |  |  |  |  |  |  |  |  |  |  |  |  |  |  |  |  |  |  |  |  |  |  |  |  |  |  |  |  |
|                                    |                                    |                                    |                                    |                                    |                                    |                                  |                                  |                                  |                                  | Hendrik VII van Engeland (1457-1509) | Hendrik VII van Engeland (1457-1509) | Hendrik VII van Engeland (1457-1509) | Hendrik VII van Engeland (1457-1509) | Hendrik VII van Engeland (1457-1509) | Hendrik VII van Engeland (1457-1509) |                                      |                                      |                                      |                                      |                                                    |                                                    |                                                    |                                                    |                                                    |                                                    |                                       |                                       |                                       |                                       |                              |                              |                                    |                                    |                                    |                                    |                                    |                                    | Elizabeth van York (1466-1503)  | Elizabeth van York (1466-1503)  | Elizabeth van York (1466-1503)                      | Elizabeth van York (1466-1503)                      | Elizabeth van York (1466-1503)                      | Elizabeth van York (1466-1503)                      |                                                     |                                                     |                                 |                                 |                                  |                                  |                                  |                                  |                                  |                                  |  |  |  |  |  |  |  |  |  |  |  |  |  |  |  |  |  |  |  |  |  |  |  |  |  |  |  |  |  |  |  |  |  |  |  |  |  |  |  |  |  |  |  |  |  |  |  |  |
|                                    |                                    |                                    |                                    |                                    |                                    |                                  |                                  |                                  |                                  | Hendrik VII van Engeland (1457-1509) | Hendrik VII van Engeland (1457-1509) | Hendrik VII van Engeland (1457-1509) | Hendrik VII van Engeland (1457-1509) | Hendrik VII van Engeland (1457-1509) | Hendrik VII van Engeland (1457-1509) |                                      |                                      |                                      |                                      |                                                    |                                                    |                                                    |                                                    |                                                    |                                                    |                                       |                                       |                                       |                                       |                              |                              |                                    |                                    |                                    |                                    |                                    |                                    | Elizabeth van York (1466-1503)  | Elizabeth van York (1466-1503)  | Elizabeth van York (1466-1503)                      | Elizabeth van York (1466-1503)                      | Elizabeth van York (1466-1503)                      | Elizabeth van York (1466-1503)                      |                                                     |                                                     |                                 |                                 |                                  |                                  |                                  |                                  |                                  |                                  |  |  |  |  |  |  |  |  |  |  |  |  |  |  |  |  |  |  |  |  |  |  |  |  |  |  |  |  |  |  |  |  |  |  |  |  |  |  |  |  |  |  |  |  |  |  |  |  |
|                                    |                                    |                                    |                                    |                                    |                                    |                                  |                                  |                                  |                                  |                                      |                                      |                                      |                                      |                                      |                                      |                                      |                                      |                                      |                                      |                                                    |                                                    |                                                    |                                                    |                                                    |                                                    |                                       |                                       |                                       |                                       |                              |                              |                                    |                                    |                                    |                                    |                                    |                                    |                                 |                                 |                                                     |                                                     |                                                     |                                                     |                                                     |                                                     |                                 |                                 |                                  |                                  |                                  |                                  |                                  |                                  |  |  |  |  |  |  |  |  |  |  |  |  |  |  |  |  |  |  |  |  |  |  |  |  |  |  |  |  |  |  |  |  |  |  |  |  |  |  |  |  |  |  |  |  |  |  |  |  |
|                                    |                                    |                                    |                                    |                                    |                                    |                                  |                                  |                                  |                                  |                                      |                                      |                                      |                                      |                                      |                                      |                                      |                                      |                                      |                                      |                                                    |                                                    |                                                    |                                                    |                                                    |                                                    |                                       |                                       |                                       |                                       |                              |                              |                                    |                                    |                                    |                                    |                                    |                                    |                                 |                                 |                                                     |                                                     |                                                     |                                                     |                                                     |                                                     |                                 |                                 |                                  |                                  |                                  |                                  |                                  |                                  |  |  |  |  |  |  |  |  |  |  |  |  |  |  |  |  |  |  |  |  |  |  |  |  |  |  |  |  |  |  |  |  |  |  |  |  |  |  |  |  |  |  |  |  |  |  |  |  |
|                                    |                                    |                                    |                                    |                                    |                                    |                                  |                                  | Arthur Tudor (1486-1502)         | Arthur Tudor (1486-1502)         | Arthur Tudor (1486-1502)             | Arthur Tudor (1486-1502)             | Arthur Tudor (1486-1502)             | Arthur Tudor (1486-1502)             |                                      |                                      | Margaretha Tudor (1489-1541)         | Margaretha Tudor (1489-1541)         | Margaretha Tudor (1489-1541)         | Margaretha Tudor (1489-1541)         | Margaretha Tudor (1489-1541)                       | Margaretha Tudor (1489-1541)                       |                                                    |                                                    | Hendrik VIII van Engeland (1491-1547)              | Hendrik VIII van Engeland (1491-1547)              | Hendrik VIII van Engeland (1491-1547) | Hendrik VIII van Engeland (1491-1547) | Hendrik VIII van Engeland (1491-1547) | Hendrik VIII van Engeland (1491-1547) |                              |                              | Maria Tudor (1496-1533)            | Maria Tudor (1496-1533)            | Maria Tudor (1496-1533)            | Maria Tudor (1496-1533)            | Maria Tudor (1496-1533)            | Maria Tudor (1496-1533)            |                                 |                                 | 2 jong overleden broers en 2 jong overleden zusters | 2 jong overleden broers en 2 jong overleden zusters | 2 jong overleden broers en 2 jong overleden zusters | 2 jong overleden broers en 2 jong overleden zusters | 2 jong overleden broers en 2 jong overleden zusters | 2 jong overleden broers en 2 jong overleden zusters |                                 |                                 |                                  |                                  |                                  |                                  |                                  |                                  |  |  |  |  |  |  |  |  |  |  |  |  |  |  |  |  |  |  |  |  |  |  |  |  |  |  |  |  |  |  |  |  |  |  |  |  |  |  |  |  |  |  |  |  |  |  |  |  |
|                                    |                                    |                                    |                                    |                                    |                                    |                                  |                                  | Arthur Tudor (1486-1502)         | Arthur Tudor (1486-1502)         | Arthur Tudor (1486-1502)             | Arthur Tudor (1486-1502)             | Arthur Tudor (1486-1502)             | Arthur Tudor (1486-1502)             |                                      |                                      | Margaretha Tudor (1489-1541)         | Margaretha Tudor (1489-1541)         | Margaretha Tudor (1489-1541)         | Margaretha Tudor (1489-1541)         | Margaretha Tudor (1489-1541)                       | Margaretha Tudor (1489-1541)                       |                                                    |                                                    | Hendrik VIII van Engeland (1491-1547)              | Hendrik VIII van Engeland (1491-1547)              | Hendrik VIII van Engeland (1491-1547) | Hendrik VIII van Engeland (1491-1547) | Hendrik VIII van Engeland (1491-1547) | Hendrik VIII van Engeland (1491-1547) |                              |                              | Maria Tudor (1496-1533)            | Maria Tudor (1496-1533)            | Maria Tudor (1496-1533)            | Maria Tudor (1496-1533)            | Maria Tudor (1496-1533)            | Maria Tudor (1496-1533)            |                                 |                                 | 2 jong overleden broers en 2 jong overleden zusters | 2 jong overleden broers en 2 jong overleden zusters | 2 jong overleden broers en 2 jong overleden zusters | 2 jong overleden broers en 2 jong overleden zusters | 2 jong overleden broers en 2 jong overleden zusters | 2 jong overleden broers en 2 jong overleden zusters |                                 |                                 |                                  |                                  |                                  |                                  |                                  |                                  |  |  |  |  |  |  |  |  |  |  |  |  |  |  |  |  |  |  |  |  |  |  |  |  |  |  |  |  |  |  |  |  |  |  |  |  |  |  |  |  |  |  |  |  |  |  |  |  |
|                                    |                                    |                                    |                                    |                                    |                                    |                                  |                                  |                                  |                                  |                                      |                                      |                                      |                                      |                                      |                                      |                                      |                                      |                                      |                                      |                                                    |                                                    |                                                    |                                                    |                                                    |                                                    |                                       |                                       |                                       |                                       |                              |                              |                                    |                                    |                                    |                                    |                                    |                                    |                                 |                                 |                                                     |                                                     |                                                     |                                                     |                                                     |                                                     |                                 |                                 |                                  |                                  |                                  |                                  |                                  |                                  |  |  |  |  |  |  |  |  |  |  |  |  |  |  |  |  |  |  |  |  |  |  |  |  |  |  |  |  |  |  |  |  |  |  |  |  |  |  |  |  |  |  |  |  |  |  |  |  |
|                                    |                                    | Catharina van Aragon (1485-1536)   | Catharina van Aragon (1485-1536)   | Catharina van Aragon (1485-1536)   | Catharina van Aragon (1485-1536)   | Catharina van Aragon (1485-1536) | Catharina van Aragon (1485-1536) |                                  |                                  | Anna Boleyn ( -1536)                 | Anna Boleyn ( -1536)                 | Anna Boleyn ( -1536)                 | Anna Boleyn ( -1536)                 | Anna Boleyn ( -1536)                 | Anna Boleyn ( -1536)                 |                                      |                                      | Jane Seymour (1508-1537)             | Jane Seymour (1508-1537)             | Jane Seymour (1508-1537)                           | Jane Seymour (1508-1537)                           | Jane Seymour (1508-1537)                           | Jane Seymour (1508-1537)                           |                                                    |                                                    | Anna van Kleef (1515-1557)            | Anna van Kleef (1515-1557)            | Anna van Kleef (1515-1557)            | Anna van Kleef (1515-1557)            | Anna van Kleef (1515-1557)   | Anna van Kleef (1515-1557)   |                                    |                                    | Catharina Howard (ca 1523-1542)    | Catharina Howard (ca 1523-1542)    | Catharina Howard (ca 1523-1542)    | Catharina Howard (ca 1523-1542)    | Catharina Howard (ca 1523-1542) | Catharina Howard (ca 1523-1542) |                                                     |                                                     | Catharina Parr (1512-1548)                          | Catharina Parr (1512-1548)                          | Catharina Parr (1512-1548)                          | Catharina Parr (1512-1548)                          | Catharina Parr (1512-1548)      | Catharina Parr (1512-1548)      |                                  |                                  |                                  |                                  |                                  |                                  |  |  |  |  |  |  |  |  |  |  |  |  |  |  |  |  |  |  |  |  |  |  |  |  |  |  |  |  |  |  |  |  |  |  |  |  |  |  |  |  |  |  |  |  |  |  |  |  |
|                                    |                                    | Catharina van Aragon (1485-1536)   | Catharina van Aragon (1485-1536)   | Catharina van Aragon (1485-1536)   | Catharina van Aragon (1485-1536)   | Catharina van Aragon (1485-1536) | Catharina van Aragon (1485-1536) |                                  |                                  | Anna Boleyn ( -1536)                 | Anna Boleyn ( -1536)                 | Anna Boleyn ( -1536)                 | Anna Boleyn ( -1536)                 | Anna Boleyn ( -1536)                 | Anna Boleyn ( -1536)                 |                                      |                                      | Jane Seymour (1508-1537)             | Jane Seymour (1508-1537)             | Jane Seymour (1508-1537)                           | Jane Seymour (1508-1537)                           | Jane Seymour (1508-1537)                           | Jane Seymour (1508-1537)                           |                                                    |                                                    | Anna van Kleef (1515-1557)            | Anna van Kleef (1515-1557)            | Anna van Kleef (1515-1557)            | Anna van Kleef (1515-1557)            | Anna van Kleef (1515-1557)   | Anna van Kleef (1515-1557)   |                                    |                                    | Catharina Howard (ca 1523-1542)    | Catharina Howard (ca 1523-1542)    | Catharina Howard (ca 1523-1542)    | Catharina Howard (ca 1523-1542)    | Catharina Howard (ca 1523-1542) | Catharina Howard (ca 1523-1542) |                                                     |                                                     | Catharina Parr (1512-1548)                          | Catharina Parr (1512-1548)                          | Catharina Parr (1512-1548)                          | Catharina Parr (1512-1548)                          | Catharina Parr (1512-1548)      | Catharina Parr (1512-1548)      |                                  |                                  |                                  |                                  |                                  |                                  |  |  |  |  |  |  |  |  |  |  |  |  |  |  |  |  |  |  |  |  |  |  |  |  |  |  |  |  |  |  |  |  |  |  |  |  |  |  |  |  |  |  |  |  |  |  |  |  |
|                                    |                                    |                                    |                                    |                                    |                                    |                                  |                                  |                                  |                                  |                                      |                                      |                                      |                                      |                                      |                                      |                                      |                                      |                                      |                                      |                                                    |                                                    |                                                    |                                                    |                                                    |                                                    |                                       |                                       |                                       |                                       |                              |                              |                                    |                                    |                                    |                                    |                                    |                                    |                                 |                                 |                                                     |                                                     |                                                     |                                                     |                                                     |                                                     |                                 |                                 |                                  |                                  |                                  |                                  |                                  |                                  |  |  |  |  |  |  |  |  |  |  |  |  |  |  |  |  |  |  |  |  |  |  |  |  |  |  |  |  |  |  |  |  |  |  |  |  |  |  |  |  |  |  |  |  |  |  |  |  |
|                                    |                                    |                                    |                                    |                                    |                                    |                                  |                                  |                                  |                                  |                                      |                                      |                                      |                                      |                                      |                                      |                                      |                                      |                                      |                                      |                                                    |                                                    |                                                    |                                                    |                                                    |                                                    |                                       |                                       |                                       |                                       |                              |                              |                                    |                                    |                                    |                                    |                                    |                                    |                                 |                                 |                                                     |                                                     |                                                     |                                                     |                                                     |                                                     |                                 |                                 |                                  |                                  |                                  |                                  |                                  |                                  |  |  |  |  |  |  |  |  |  |  |  |  |  |  |  |  |  |  |  |  |  |  |  |  |  |  |  |  |  |  |  |  |  |  |  |  |  |  |  |  |  |  |  |  |  |  |  |  |
| zes kinderen die niet bleven leven | zes kinderen die niet bleven leven | zes kinderen die niet bleven leven | zes kinderen die niet bleven leven | zes kinderen die niet bleven leven | zes kinderen die niet bleven leven |                                  |                                  | Maria I van Engeland (1516-1558) | Maria I van Engeland (1516-1558) | Maria I van Engeland (1516-1558)     | Maria I van Engeland (1516-1558)     | Maria I van Engeland (1516-1558)     | Maria I van Engeland (1516-1558)     |                                      |                                      | Elizabeth I van Engeland (1533-1603) | Elizabeth I van Engeland (1533-1603) | Elizabeth I van Engeland (1533-1603) | Elizabeth I van Engeland (1533-1603) | Elizabeth I van Engeland (1533-1603)               | Elizabeth I van Engeland (1533-1603)               |                                                    |                                                    | Eduard VI van Engeland (1537-1553)                 | Eduard VI van Engeland (1537-1553)                 | Eduard VI van Engeland (1537-1553)    | Eduard VI van Engeland (1537-1553)    | Eduard VI van Engeland (1537-1553)    | Eduard VI van Engeland (1537-1553)    |                              |                              |                                    |                                    |                                    |                                    |                                    |                                    |                                 |                                 |                                                     |                                                     |                                                     |                                                     |                                                     |                                                     |                                 |                                 |                                  |                                  |                                  |                                  |                                  |                                  |  |  |  |  |  |  |  |  |  |  |  |  |  |  |  |  |  |  |  |  |  |  |  |  |  |  |  |  |  |  |  |  |  |  |  |  |  |  |  |  |  |  |  |  |  |  |  |  |

## Componist
Hendrik VIII was niet alleen koning van Engeland, maar ook een verdienstelijk componist; van zijn hand zijn 34 werken overgeleverd, hoofdzakelijk liederen (waarvan Pastyme with good companye wel het bekendste is), maar ook instrumentale werken en een driestemmig motet (Quam pulchra es).